# Kim Seung-gyu (judoka)
Kim Seung-gyu (kor. 김승규; ur. 10 sierpnia 1967) – południowokoreański judoka. Olimpijczyk z Seulu 1988, gdzie zajął siódme miejsce w wadze średniej.
Wicemistrz igrzysk azjatyckich w 1990 roku. Brązowy medalista mistrzostw Azji w 1991 roku.

## Letnie Igrzyska Olimpijskie 1988
| Konkurencja | Rundy eliminacyjne         | Rundy eliminacyjne         | Repasaże             | Repasaże            | Klas. końcowa |
| Konkurencja | Przeciwnik I               | Przeciwnik II              | Przeciwnik I         | Przeciwnik II       | Miejsce       |
| ----------- | -------------------------- | -------------------------- | -------------------- | ------------------- | ------------- |
| 86 kg       | Tiberius Nyachwaya (KEN) Z | Peter Seisenbacher (AUT) P | Jorge Bonnet (PUR) Z | Fabien Canu (FRA) P | 7.            |